# Antonio Cesti
Pietro Antonio Cesti (Arezzo, 5 de agosto de 1623 – Florença, 14 de outubro de 1669) foi um compositor italiano da época barroca, era um cantor (tenor) e organista. Também era conhecido como Marc'Antonio Cesti.

## Biografia
Nasceu em Arezzo, e estudou com vários músicos locais. Em 1637 ingressou na Ordem Franciscana. Enquanto estava em Volterra dedicou-se à música antiga, sob o patrocínio da poderosa família Médici. Conheceu Salvator Rosa, que escreveu os libretos para as suas cantatas. Em 1652 tornou-se membro da corte em Innsbruck do Arquiduque Ferdinand Karl. Em Florença como maestro di cappella, entrou na capela papal em 1660. Em 1666 tornou-se vice-Kapellmeister em Viena, e morreu em Veneza em 1669.

## Música

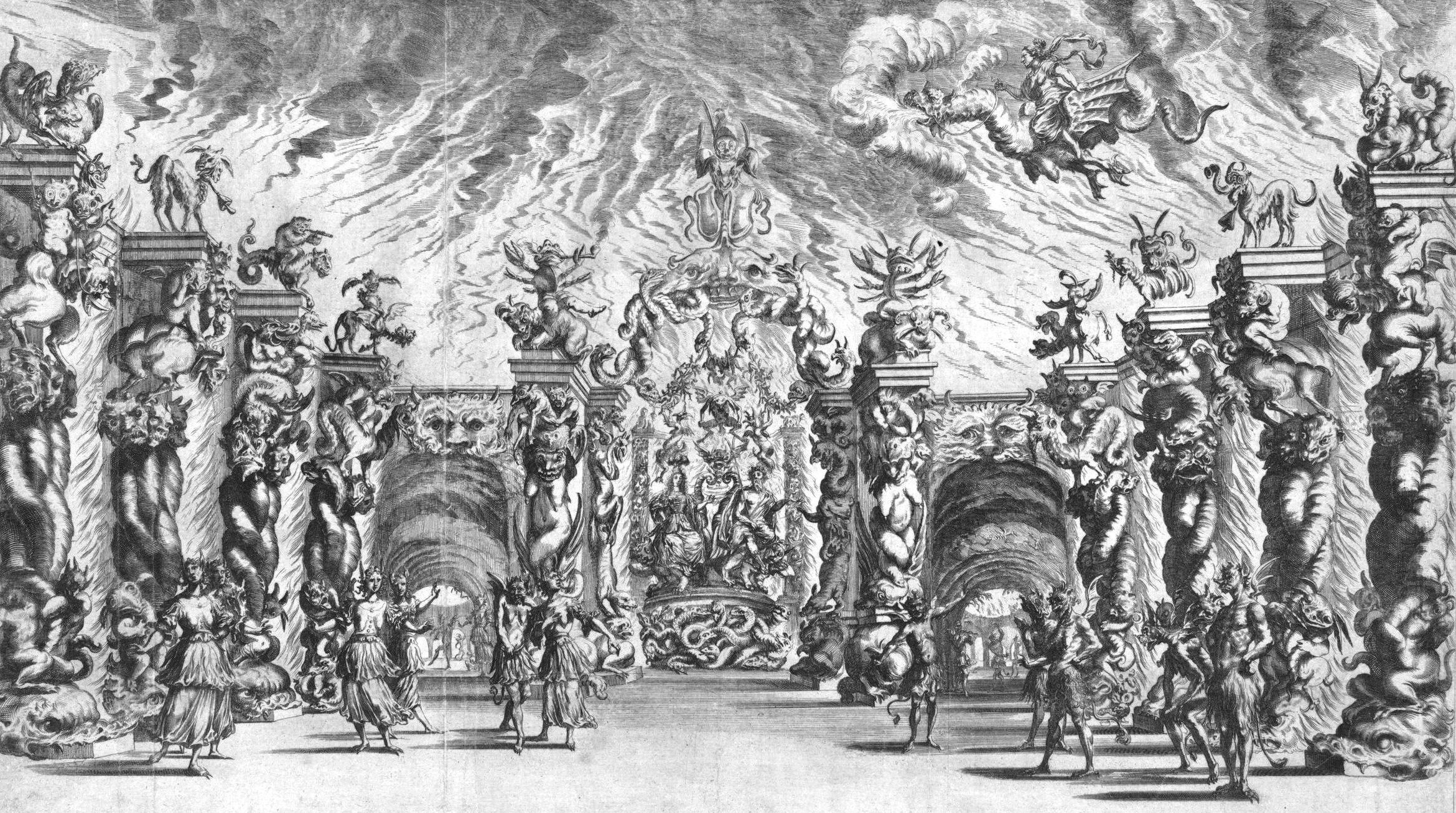
Il Pomo d'oro

Cesti é conhecido principalmente como compositor de óperas. Das mais célebres destaca-se La Dori (Veneza, 1663), Il POMO d'Oro (Viena, 1668), e Orontea (1656). Il POMO d'Oro (The Golden Apple) foi realizada para o casamento do Imperador Leopold I. Orontea foi uma das mais freqüentemente realizada no continente em meados da década de 1600.

## Obras
- Orontea (Veneza 1649 revisada Innsbruck 1656, Libreto: Hiacinto Andrea Cicognini)
- Alessandro vincitor di se stesso (Veneza 1654, Libreto: Sbarra)
- Cesare Amante (Veneza 1651, Libreto: Varotari)
- Cleopatra (Innsbruck 1654, Libreto: Varotari)
- Argia (Innsbruck 1655, Libreto: Apolloni)
- Venere cacciatrice (Innsbruck 1659, Libreto: Sbarra)
- La Dori (Innsbruck 1657, Libreto: Apolloni)
- La Magnanimità d’Alessandro (Innsbruck 1662, Libreto: Sbarra)
- Tito (Libreto: Nicolò Beregan; Veneza 1666)
- Semirami (Vienna 1667, Libreto: Moniglia)
- Il pomo d'oro (Vienna 1668, Libreto: Sbarra)

## Gravações
- Festwochen der Alten Musik in Innsbruck 1980, excertos de óperas: 
  - "Il Pomo d'Oro",
  - "L'Argia",
  - "Il Tito",
  - "L'Orontea",
  - "La Dori",
  - "La Semirami".

Direção: Rene Jacobs, Judith Nelson, William Christie, Konrad Junghänel. ORF Edition Alte Musik.